# Калеичи
Калеичи (тур. Kaleiçi, Старый город) — квартал в Анталье, расположенный в районе Муратпаша, исторический центр города, окруженный сухопутными укреплениями и морем. В Калеичи сохранились здания разных периодов истории города, начиная с древнеримского. Название «Калеичи» означает «внутри крепости».

## Описание
В Старом городе сохранились узкие улицы и переулки. Многие улицы расходятся от гавани в направлении внешних стен. Внешний вид традиционных домов старого города меняется в зависимости от состоятельности владельцев, но есть множество общих характеристик. Как правило, в них сочетается кладка из камня и дерево. Дома выходят фасадом на улицу, а позади дома расположен сад. Распространены деревянные эркеры на верхнем этаже, украшенные орнаментами. Первый этаж такого дома предназначен для хозяйственных и складских помещений, а также кухни, а верхний этаж — для жилых помещений. Верхний этаж хорошо освещён, имеет большие окна, иногда два ряда окон. В верхнем ряду окон небольшие, обычно цветные стёкла. Многие дома Калеичи были отреставрированы. Кроме того, в Старом городе находятся религиозные сооружения, среди которых самый известный в Анталии минарет Йивли. Среди крепостных сооружений, окружающих квартал, наиболее известны ворота Адриана и башня Хыдырлык римского периода.
В 1972 году внутренняя гавань Антальи и район Калеичи были взяты под государственную охрану Высшим советом по древностям и памятникам недвижимости. 28 апреля 1984 года министерству туризма Турции за реставрационные работы в комплексе «Анталья-Калеичи» была вручена премия «Золотое яблоко» — туристический «Оскар». В настоящее время Калеичи стал туристическим центром, в нём расположено множество отелей, хостелов, сувенирных магазинов, магазинов ковров, ресторанов и баров.